# Tour de France für Automobile 1985
Die Tour de France für Automobile 1985 wurde im Herbst 1985 in Frankreich ausgetragen.
Die Tour Auto wurde in diesem Jahr nur in den Klassen B- und A ausgefahren. Die Favoriten auf den Gesamtsieg waren die beiden Renault-Werkspiloten Jean Ragnotti und Didier Auriol. Beide gingen mit Renault 5 Maxi Turbos an den Start. Auriol zerstörte seinen R5 aber schon beim Prolog und Ragnotti erhielt unerwartete Gegnerschaft durch Bernard Béguin, der einen Porsche 911 SC steuerte. Am Ende konnte sich Ragnotti knapp durchsetzen. Die Gruppe A gewann Bertrand Balas auf einem Alfa Romeo. 

## Die ersten sechs der Gesamtwertung
| Pl. | Fahrer             | Copilot          | Fahrzeug                |
| --- | ------------------ | ---------------- | ----------------------- |
| 1   | Jean Ragnotti      | Pierre Thimonier | Renault 5 Maxi Turbo    |
| 2   | Bernard Béguin     | Bernard Occelli  | Porsche 911 SC          |
| 3   | Maurice Chomat     | Didier Breton    | Lancia Rally 037        |
| 4   | Jean-Pierre Ballet | Philippe Ozoux   | Porsche 911 SC          |
| 5   | Christian Gardavot | Rémy Levivier    | Porsche 911 SC          |
| 6   | Bertrand Balas     | Eric Lainé       | Alfa Romeo Alfetta GTV6 |

## Klassensieger
| Klasse   | Fahrer         | Copilot          | Fahrzeug                | Platzierung im Gesamtklassement |
| -------- | -------------- | ---------------- | ----------------------- | ------------------------------- |
| Gruppe B | Jean Ragnotti  | Pierre Thimonier | Renault 5 Maxi Turbo    | Gesamtsieg                      |
| Gruppe A | Bertrand Balas | Eric Lainé       | Alfa Romeo Alfetta GTV6 | Rang 6                          |